# Кудзюкури
Кудзюкури (яп. 九十九里町 Кудзю:кури-мати) — посёлок в Японии, находящийся в уезде Самбу префектуры Тиба. Площадь посёлка составляет 23,72 км², население — 16 639 человек (1 августа 2014), плотность населения — 701,48 чел./км².

## Географическое положение
Посёлок расположен на острове Хонсю в префектуре Тиба региона Канто. С ним граничат города Тогане, Самму и посёлок Оамисирасато.

## Население
Население посёлка составляет 16 639 человек (1 августа 2014), а плотность — 701,48 чел./км². Изменение численности населения с 1980 по 2005 годы:
| 1980 | 18 037 чел. |  |
| 1985 | 18 504 чел. |  |
| 1990 | 19 300 чел. |  |
| 1995 | 20 196 чел. |  |
| 2000 | 20 266 чел. |  |
| 2005 | 19 009 чел. |  |

## Символика
Деревом посёлка считается Pinus thunbergii, цветком — ослинник, птицей — морской зуёк.